# It Ain't Safe No More
It Ain't Safe No More (en español:Ya No Es Seguro) es el octavo álbum y sexto álbum de estudio del rapero Busta Rhymes, lanzado en 2002. Los sencillos fueron "Make It Clap" y "I Know What You Want".

## Lista de canciones
1. "Intro"
2. "It Ain't Safe No More..." (con Meka) (Producido por J Dilla)
3. "What Do You Do When You’re Branded" (Producido por DJ Scratch)
4. "Call the Ambulance" (Producido por The Neptunes)
5. "We Goin' to Do It to Ya" (Producido por Megahertz)
6. "What Up" (Producido por J Dilla)
7. "Turn Me Up Some" (Producido por J Dilla)
8. "Make It Clap" (featuring Spliff Star) (Producido por Rick Rock)
9. "Take It Off Part 2" (con Meka) (Producido por Mario Winans)
10. "Taste It" (Producido por Tetamus)
11. "Hey Ladies" (Producido por Wild Style)
12. "I Know What You Want" (con Mariah Carey & The Flipmode Squad) (Producido por Rick Rock)
13. "Riot" (Producido por Denaun Porter)
14. "Hop" (Producido por Mr. Fingaz)
15. "Together" (con Rah Digga) (Producido por Swizz Beatz)
16. "Struttin' Like a G.O.D." (Producido por Ric Rude)
17. "The Struggle Will Be Lost" (con Carl Thomas) (Producido por Rick Rock)
18. "Till It's Gone" (Producido por True Master)
19. Hidden track: "Make It Clap (Remix)" (con Sean Paul)

- Datos: Q1675004